# 宇夫階神社

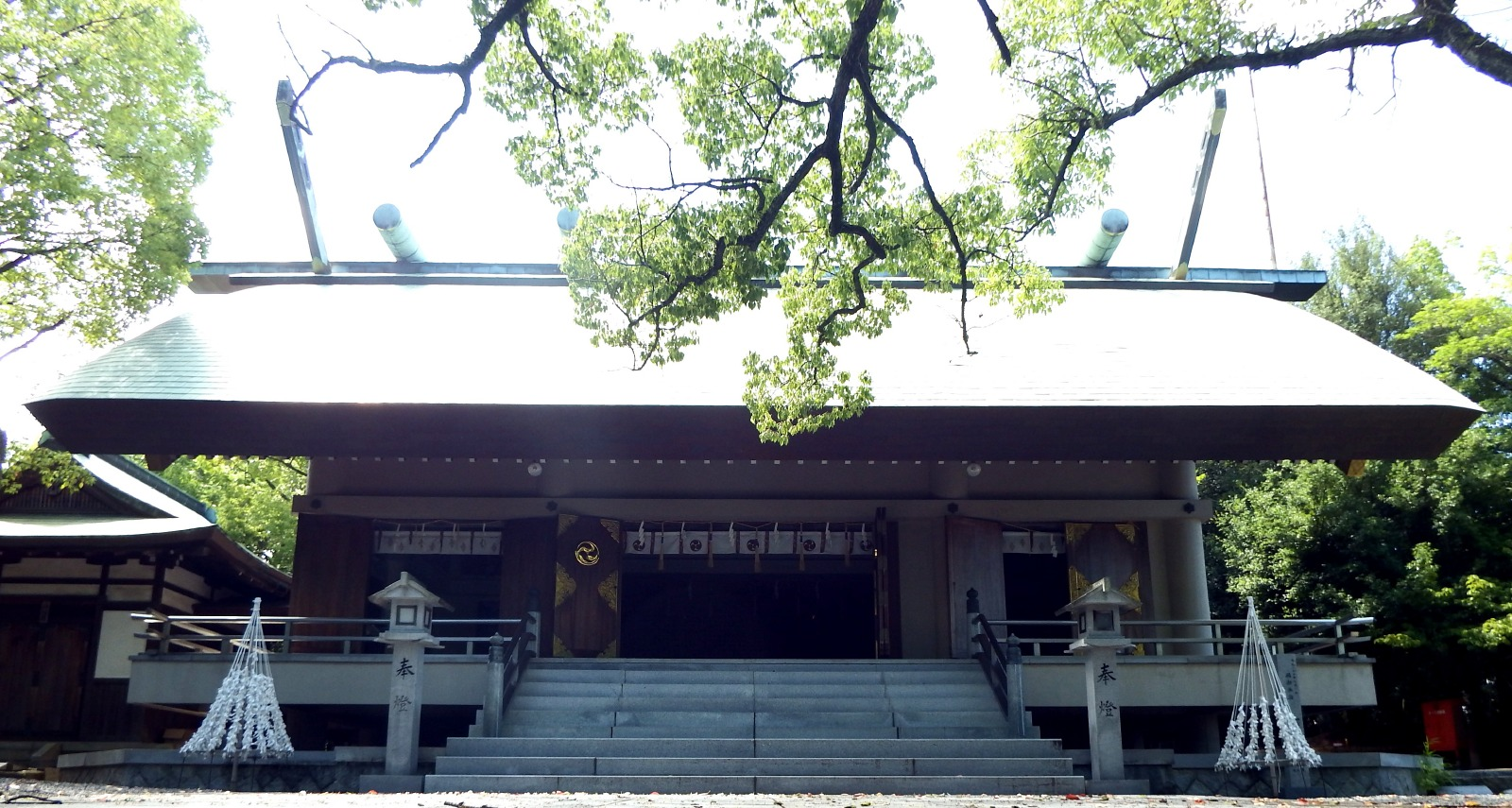
本社拝殿

宇夫階神社（うぶしなじんじゃ）は、香川県綾歌郡宇多津町にある神社である。祭神は大己貴命（おおなむちのみこと）
。境内社として塩竃神社、金刀比羅宮、石鎚神社など多数の神々が祭られている。

## 歴史
伝承では、当神社は紀元前から鵜多郡津之郷に鎮座し、宇夫志奈大神として祀られている。景行天皇の皇子日本武尊の子、武殻王（たけかいこおう）が阿野郡に封ぜられた際に、瀬戸内海海岸を船で御巡視したが、暴風雨に遭遇し、王は驚いて宇夫志奈神に祈念すると、小烏が跳び風波を凌ぐ道しるべとなり王を導いた。王は大変喜び、水夫に命じて烏に従い、泊島（丸亀市塩飽本島泊）に漂着し難を逃れた。これより宇夫志奈大神を一層篤く崇められ、小烏大神と称されるようになったとされる。現在でも「小烏（こがらす）さん」との別称が地域で受け継がれている。
また、光仁天皇により、779年（宝亀10年）には社殿再興のことが伝えられている。 

平城天皇の806年（大同元年)10月、藤原鎌足四世の孫左京大夫藤麻呂の孫とされる、津の郷の長者、末包和直に宇夫志奈大神の託宣があり、末包は刻当時の国守に上申し、神主となり長く祭祀を行い来った。翌807年、平城天皇の治世に、社殿から光明が射すことが度々あり、勅命により現在の位置に遷座し社殿が造営された。その後、永禄11年（1568年）地震により社殿が損壊したが、生駒氏により再興される。

文和年間（1352年より56年）神宮寺が別当寺として創建されていたが、明治初年の廃仏毀釈により廃寺となり、本尊千手観音立像（宇多津町唯一の重要文化財）は聖通寺に移される。明治27年には県社に列する。

## 祭神
当神社の創建は古く、紀元前ともいわれるが、鵜多郡津之郷に存し宇夫志奈大神として祀られたとされる。

## 境内
- 一の鳥居：外宮鳥居、平成3年10月建立

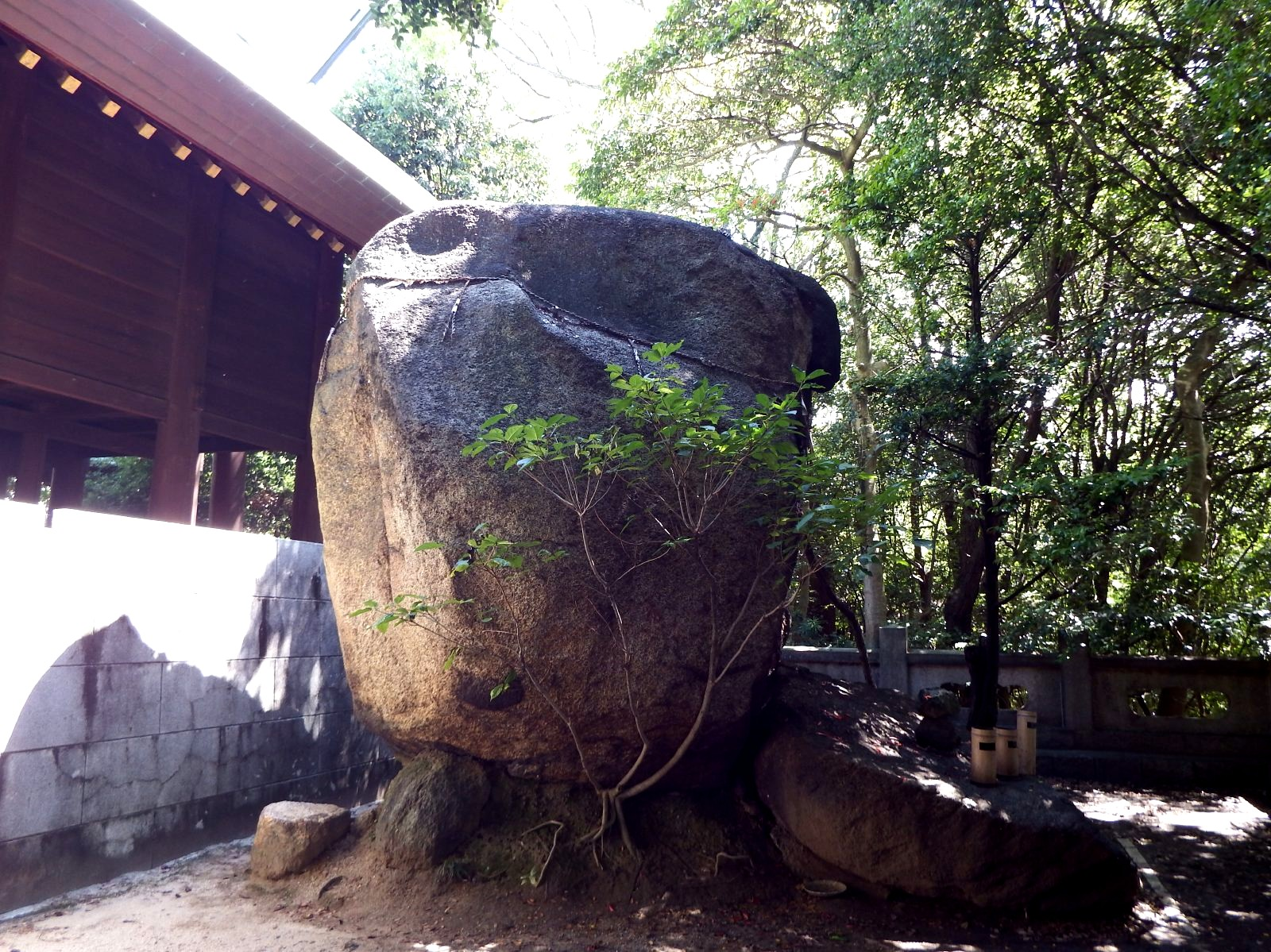
巨石

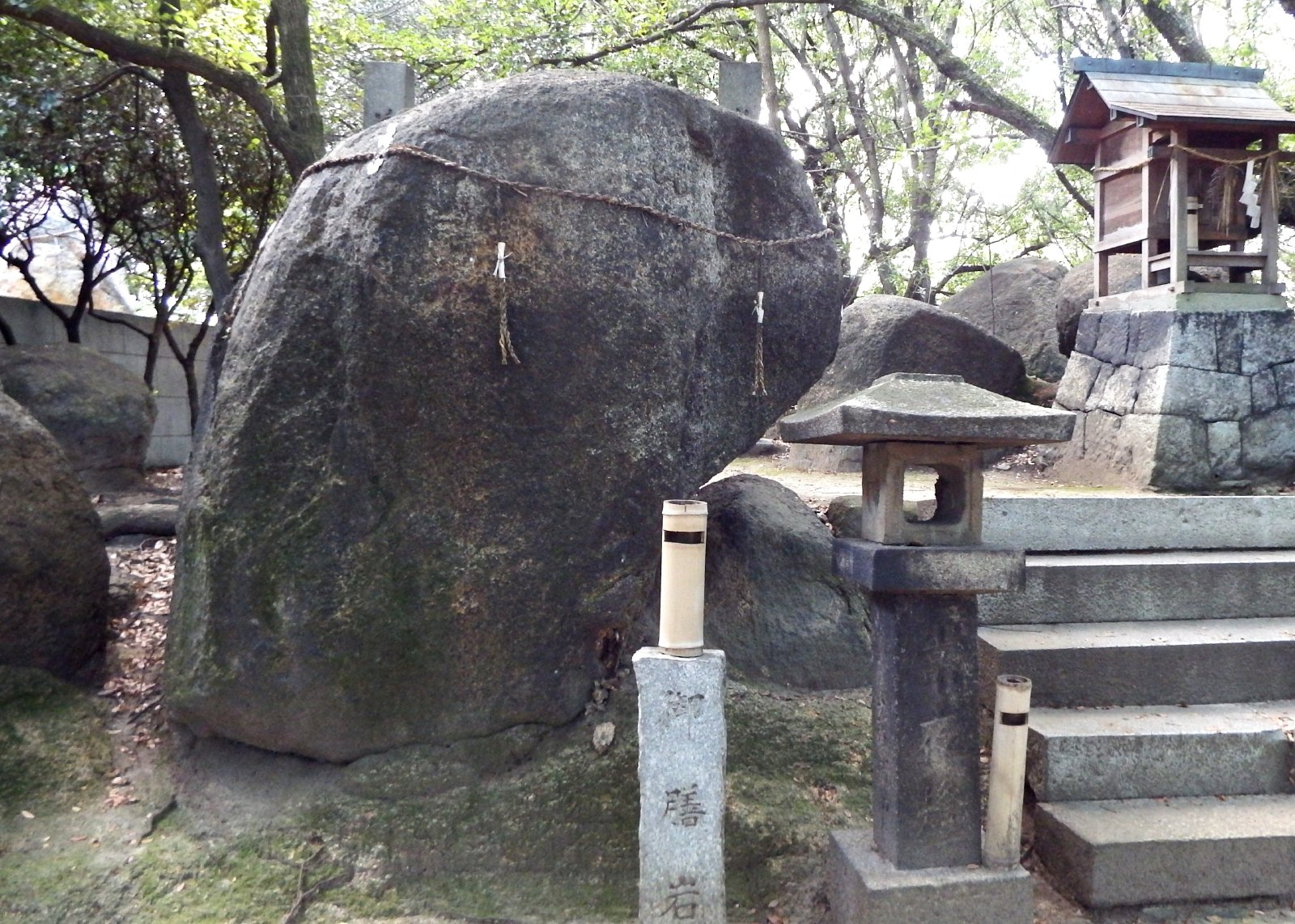
御膳岩

- 二の鳥居：明神鳥居、宇夫階神社の扁額、昭和14年建立
- 三の鳥居：明神鳥居、宇夫階大明神の扁額、建立年不明

本社
- 本殿：伊勢神宮外宮にあった多賀宮正殿を復元した建物である。当社本殿になる前は、1973年（昭和48年）の第六十回式年遷宮で解体されたものだったが、前年7月30日に不慮の火災により拝殿幣殿本殿の三棟とも焼失した当社に伊勢神宮より御古材頒賜（おんこざいはんし）として特別頒賜され、再建されたものである[4]。
- 本殿内に奉斎：豊受大神（伊勢神宮より本殿を移築により1977年9月に配祀）
- 拝殿：鉄筋コンクリート、銅板葺、切妻造。1972年の焼失により1976年9月の再建。
- 巨石と御膳岩：巨石（いわさか、高さ5.5m、直径4m、重さ推定300ｔ）は本殿の背後に、御膳岩は拝殿に向かって右に鎮座。

### 主な境内摂末社
当神社では昭和に入っていくつかの境内摂社が合祀奉斎されているほか、境内末社も多数散見される。
- 塩竈神社（塩竈神社の扁額で昭和9年5月建立の明神鳥居あり）：1735年（享保20年）に、古浜蛭子神社と並んで奉祀されていた東塩竈神社と、海岸町に明治6年御勧請の西塩竈神社を塩田守護神として当神社境内に社殿を造営し1934年（昭和9年）9月に遷座、合祀した。宇多津町内の塩田である、丸ウ浜塩田・角ウ浜塩田・沖桝浜塩田の三社の塩田会社ごとに日待祭が行われていたが、塩田廃絶後は当神社の管理に委ねた。祭日は、10月下旬の氏神祭に準じて行うが、宇夫階神社氏子との協議の上、氏神祭の前日10月第四金・土曜日となった[5]。
- 金刀比羅宮（明神鳥居あり）：江戸時代の古図に描かれていることから、江戸時代には境内に摂社として存在し、祭神は大物主神。拝殿内に1855年（安政２年）に描かれた町並の絵馬「網浦眺望青山真景図絵馬」（町指定有形文化財）[6]がかかる。背後に眺望台があるが、現在は木々により展望は利かない。北からの参道口に「金毘羅宮」の扁額で明治8年建立の石の明神鳥居がある。

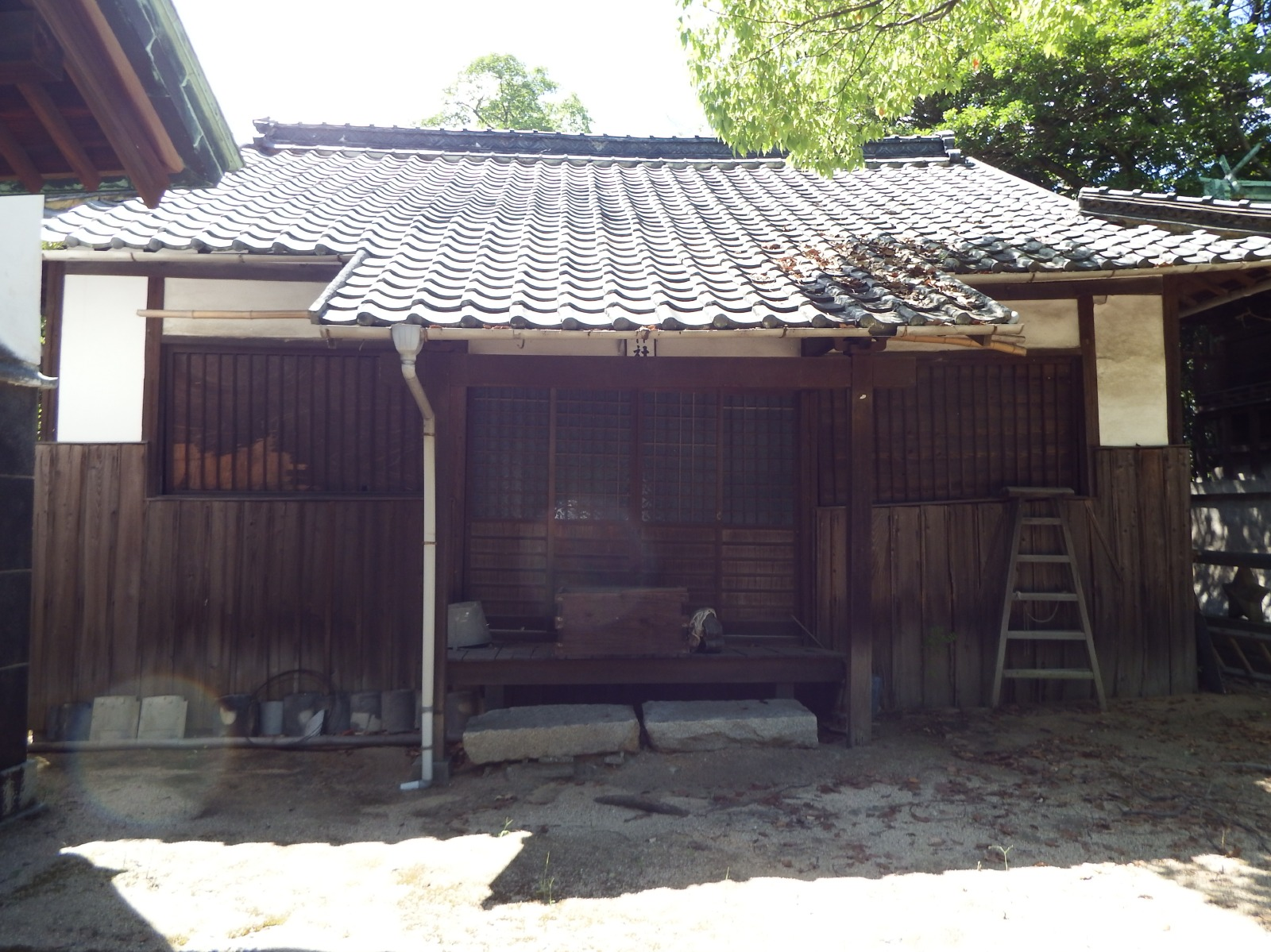
末社石鎚神社

- 石鎚神社

### その他の境内末社（祠）
忠魂神社（神明鳥居あり）・船玉神社・山王神社・貴船神社・南之宮神社・北之宮神社・春日神社・粟島神社・白鳥神社・稲積神社・浦玉神社・木之山神社・石鎚神社・宇里神社・多倶利社・和霊神社・大天宮社・地神社。

### 境外末社

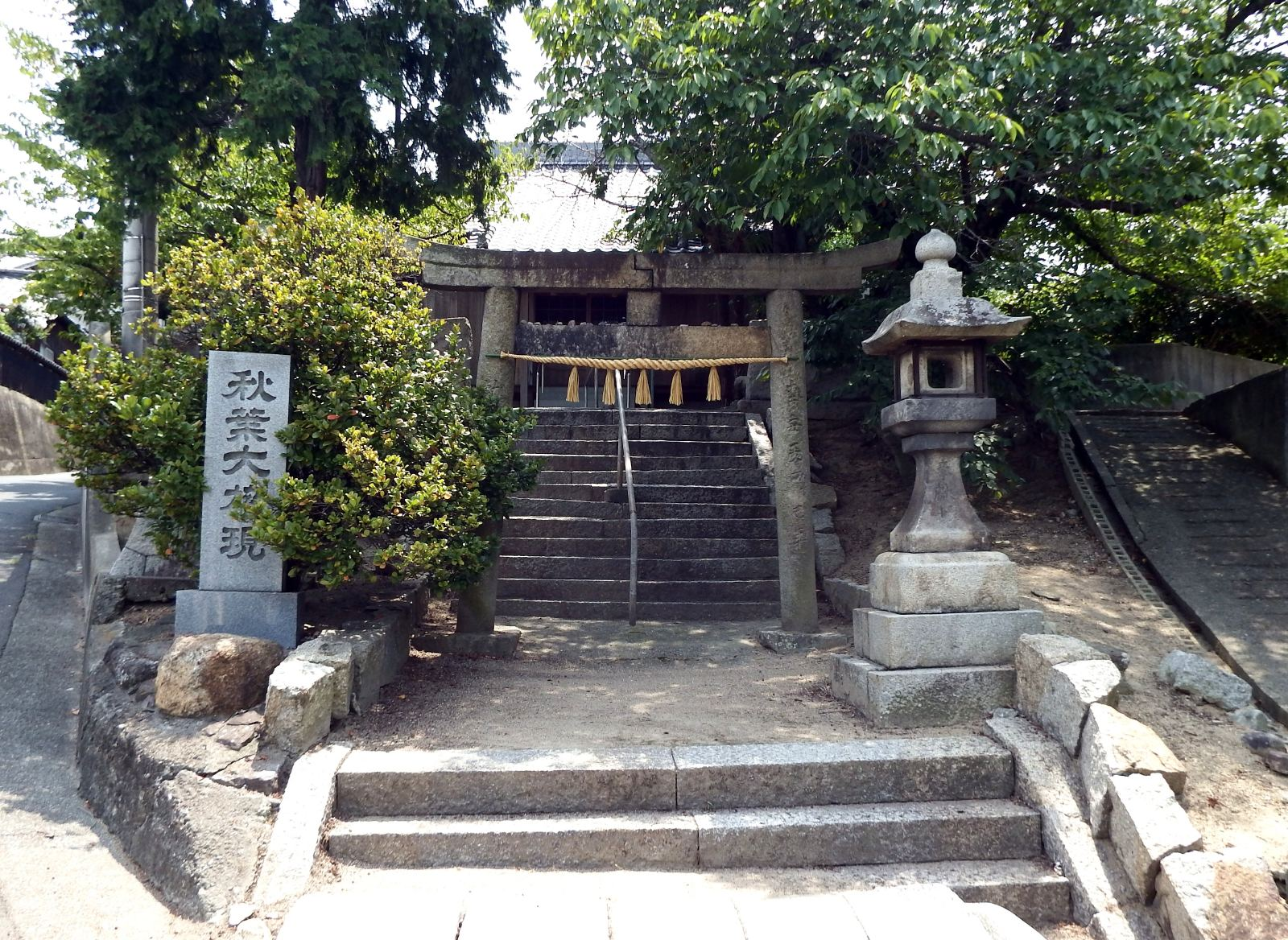
秋葉大権現

- 秋葉大権現：当神社の火伏

## 文化財
国の登録有形文化財
- 1 宇夫階神社本殿：銅板葺、唯一神明造、1953年建立1976年移築再建
- 2 宇夫階神社神饌殿：入母屋造妻入銅板葺、1942年建立
- 3 宇夫階神社神輿蔵：土蔵造切妻造本瓦葺、1934年頃建立
- 4 宇夫階神社雑庫：土蔵造2階建瓦葺、1868-1911年建立
- 5 宇夫階神社神齊殿：木造平屋建入母屋造桟瓦葺、1818年建立、神宮寺の遺構
- 6 宇夫階神社社務所：入母屋造本瓦葺、1931年建立
- 7 宇夫階神社末社塩竃神社本殿：入母屋造銅板葺、1934年建立
- 8 宇夫階神社末社塩竃神社拝殿及び幣殿：入母屋造銅板葺、1934年建立
- 9 宇夫階神社末社金比羅宮拝殿及び幣殿：入母屋造本瓦葺、1874年建立
- 10 宇夫階神社末社忠魂社本殿：入母屋造銅板葺、1935年建立

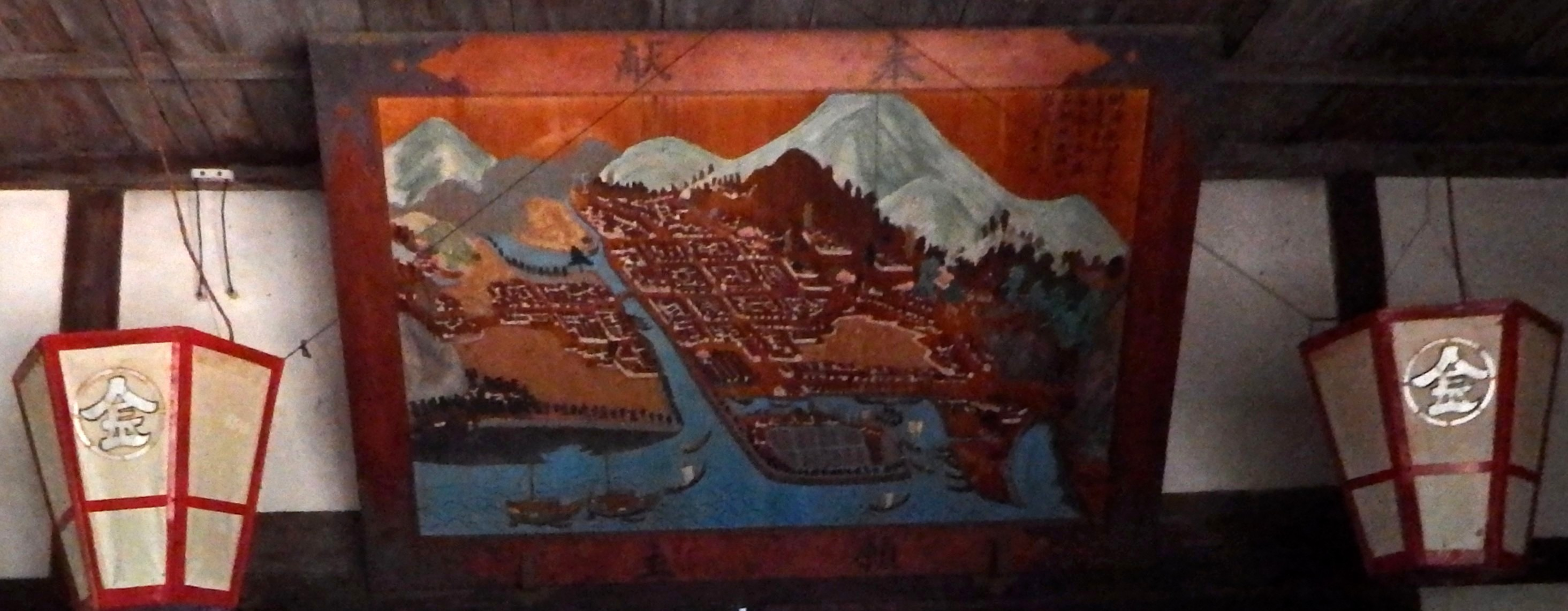
網浦眺望青山真景図絵馬

町指定有形文化財
- 網浦眺望青山真景図絵馬

町指定天然記念物
- 巨石と御膳岩

町指定無形文化財
- 宇夫階神社・鹽竃神社祭礼神幸行列

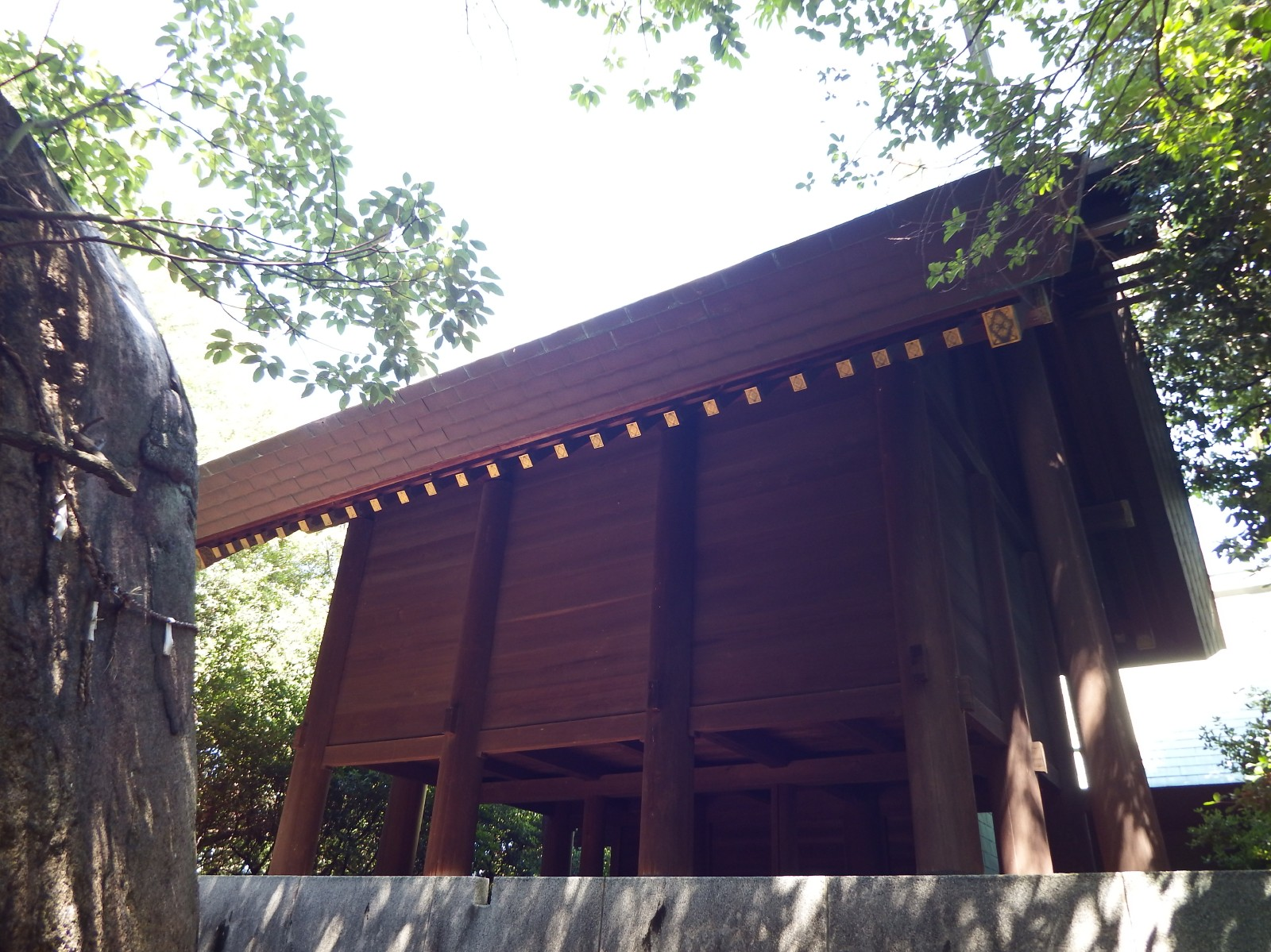
1 宇夫階神社本殿
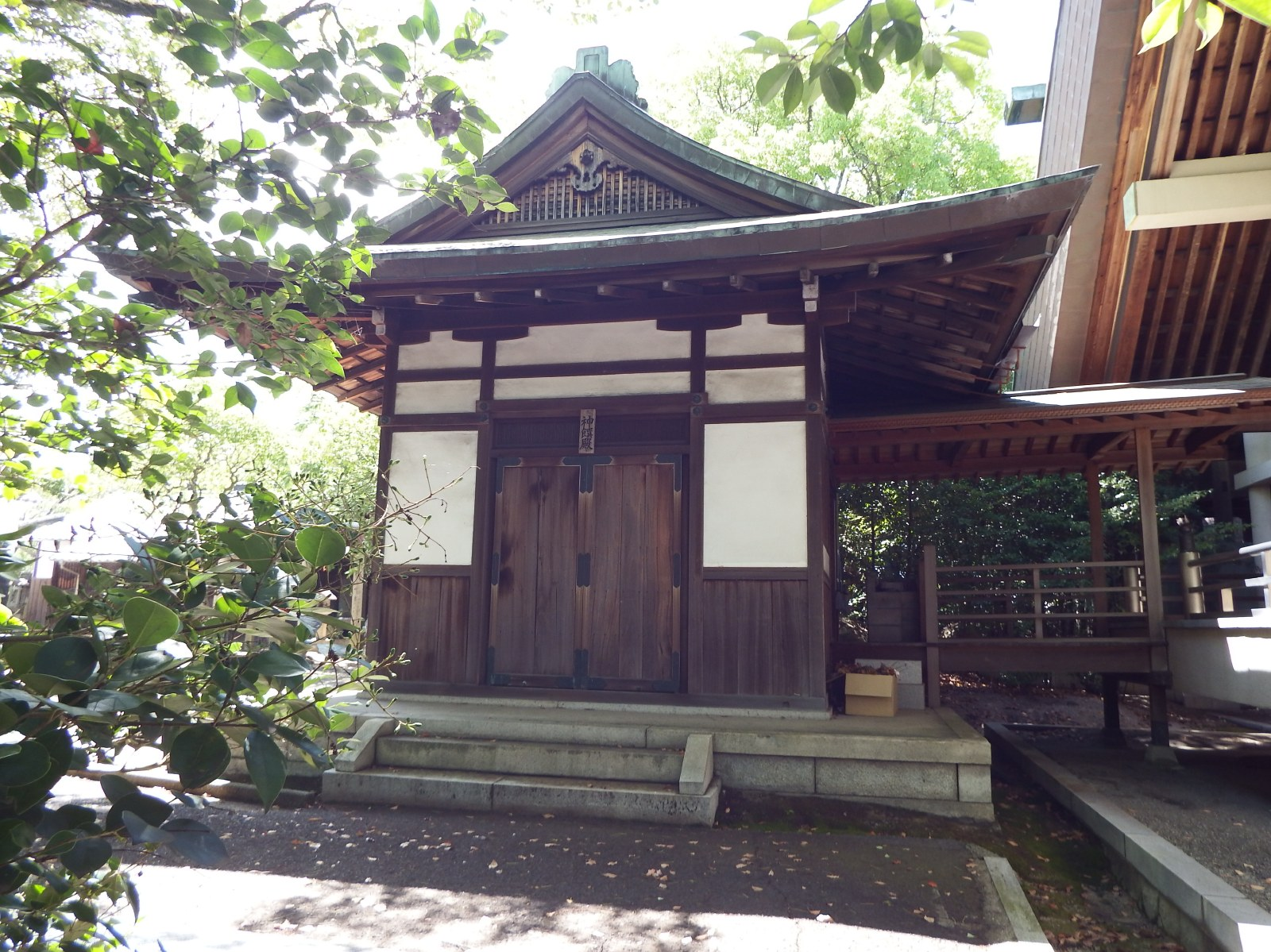
2 宇夫階神社神饌殿
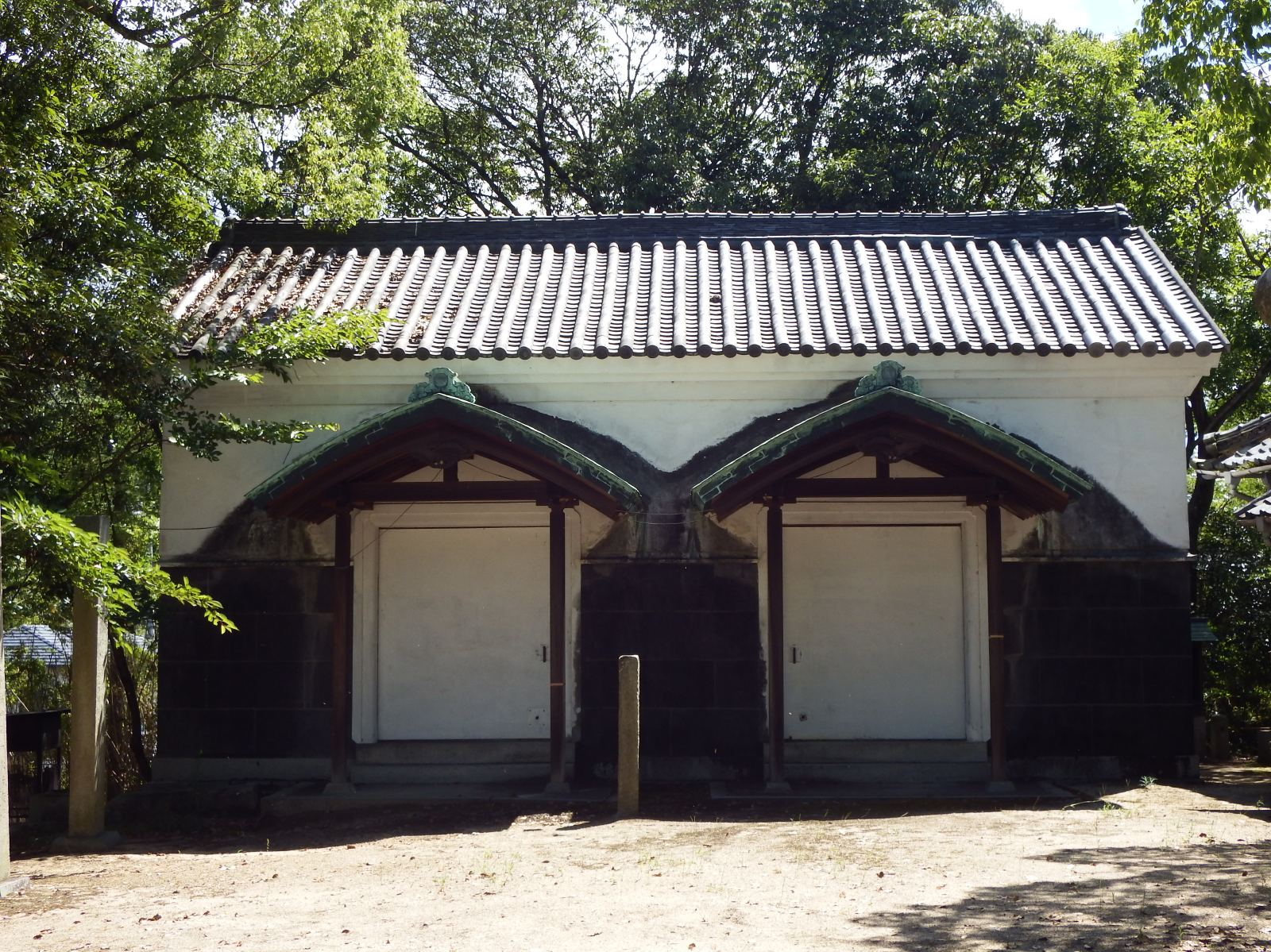
3 宇夫階神社神輿蔵
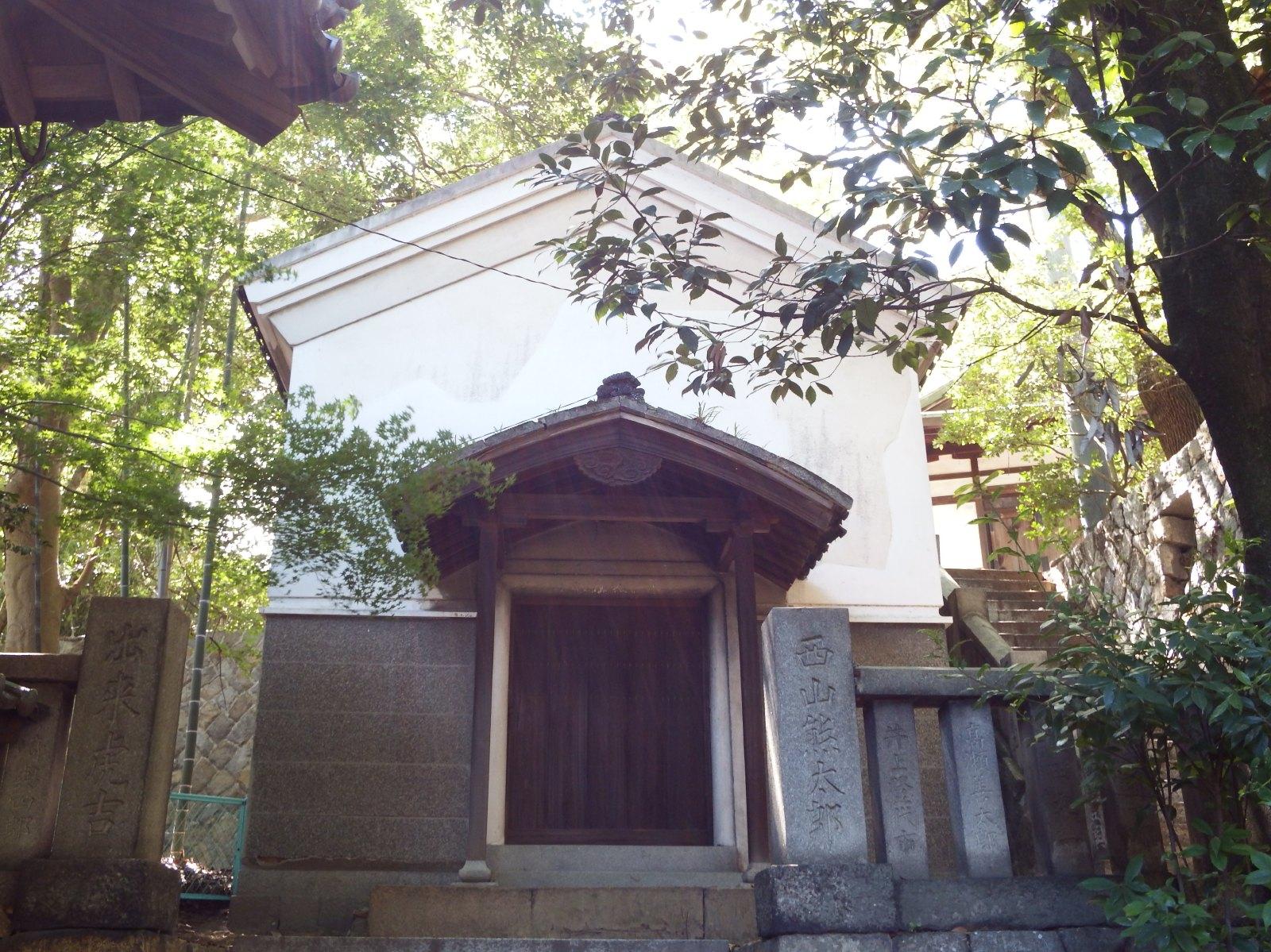
4 宇夫階神社雑庫
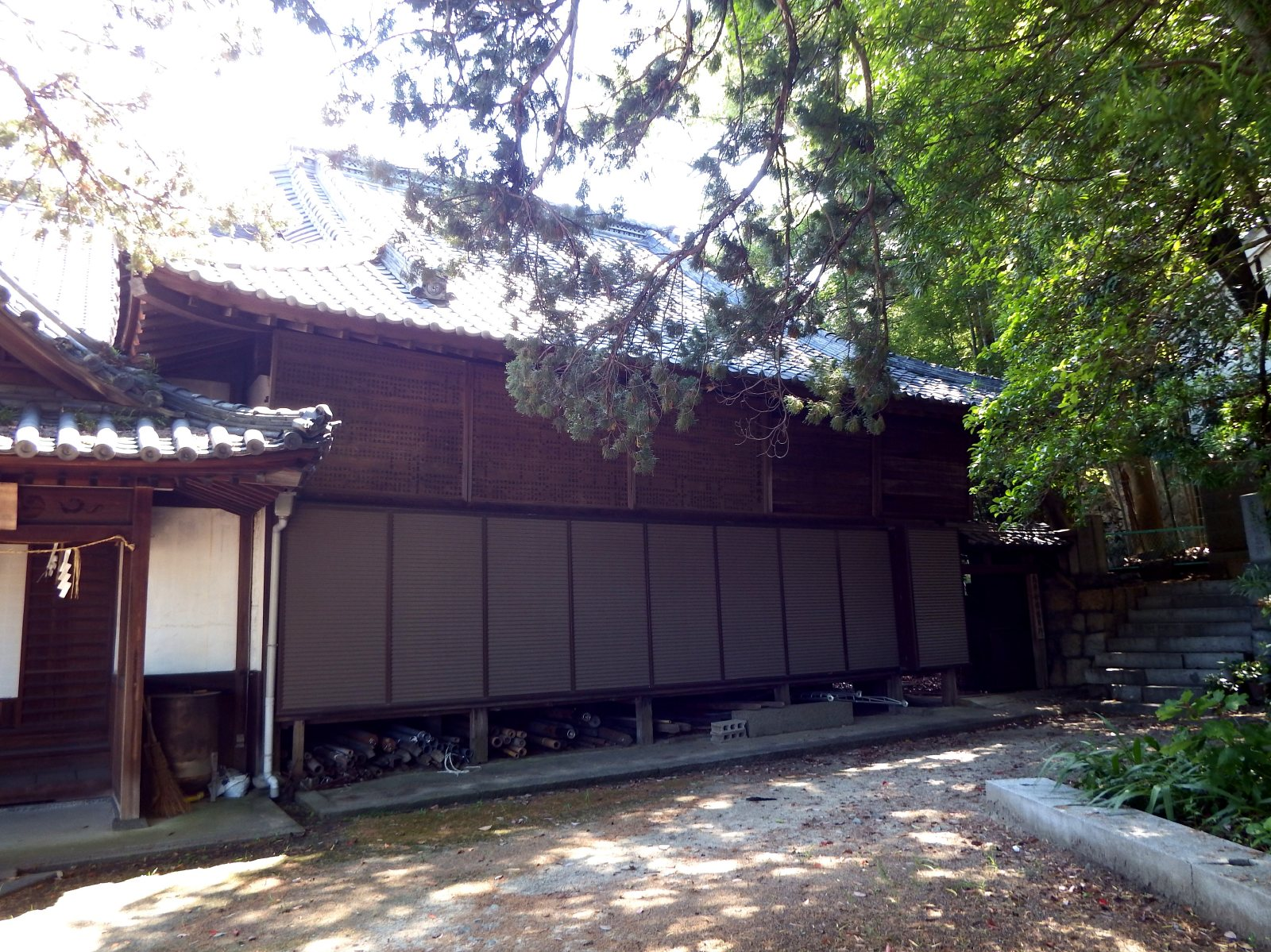
5 宇夫階神社神齊殿
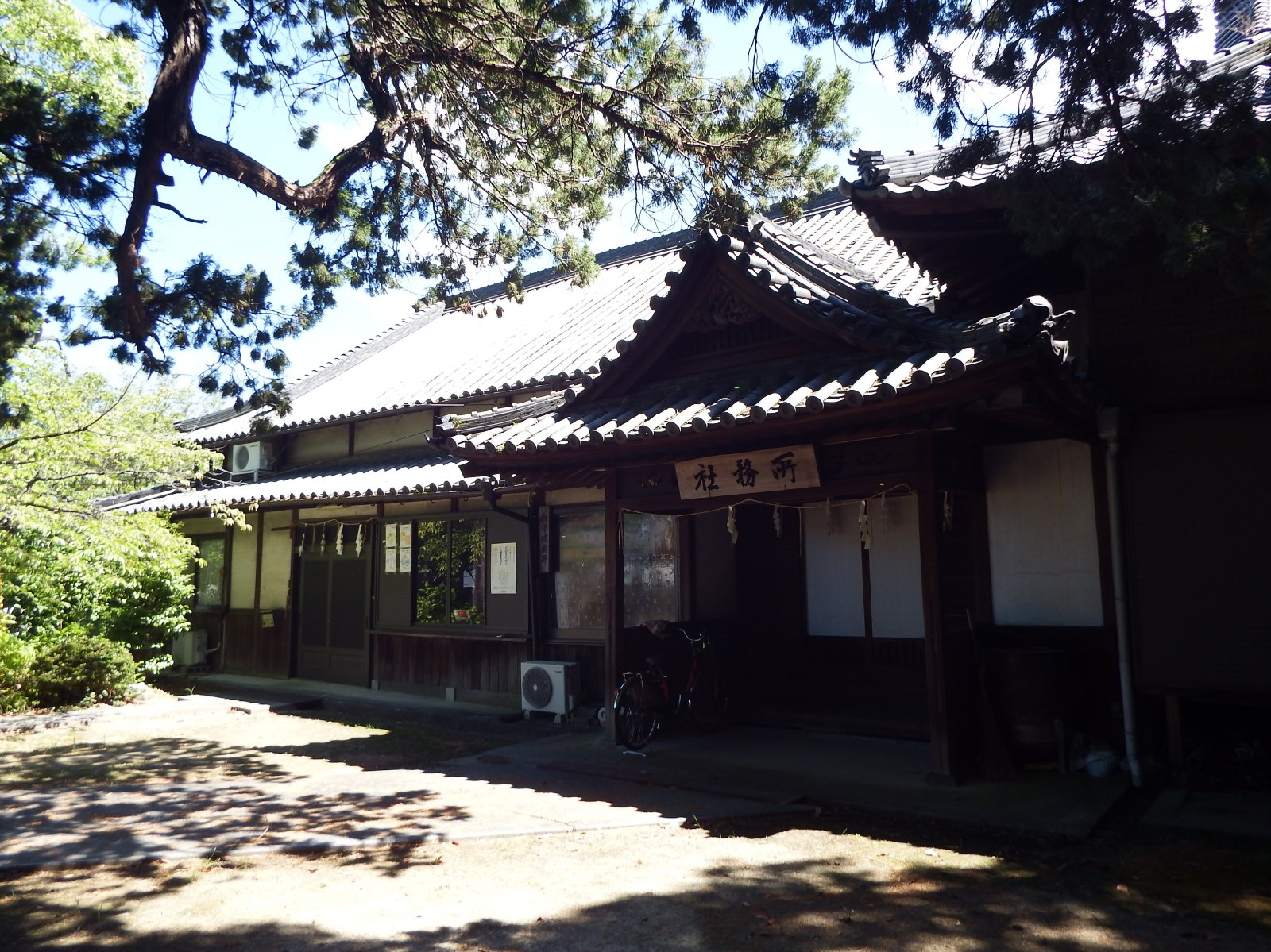
6 宇夫階神社社務所
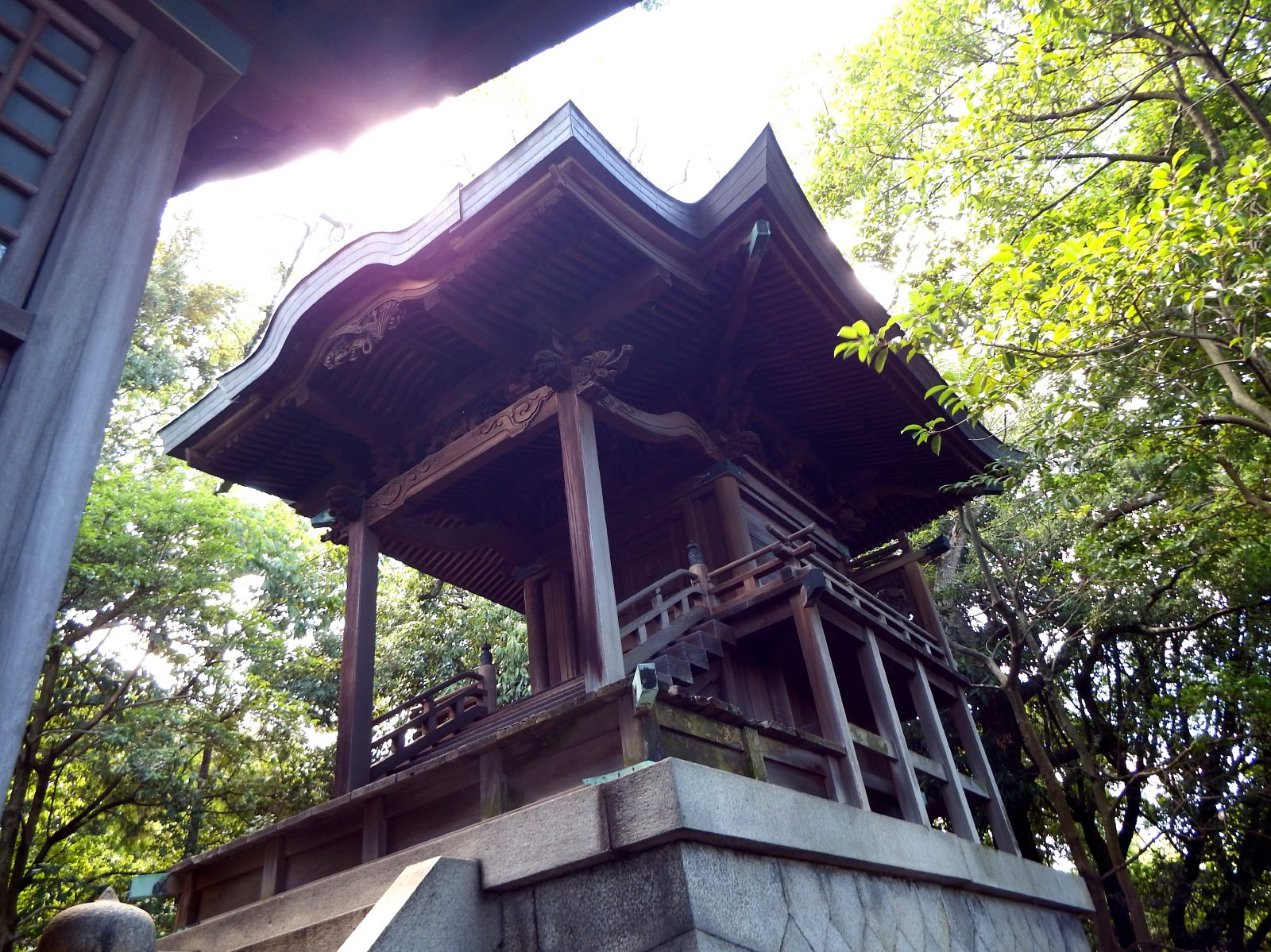
7 末社塩竃神社本殿
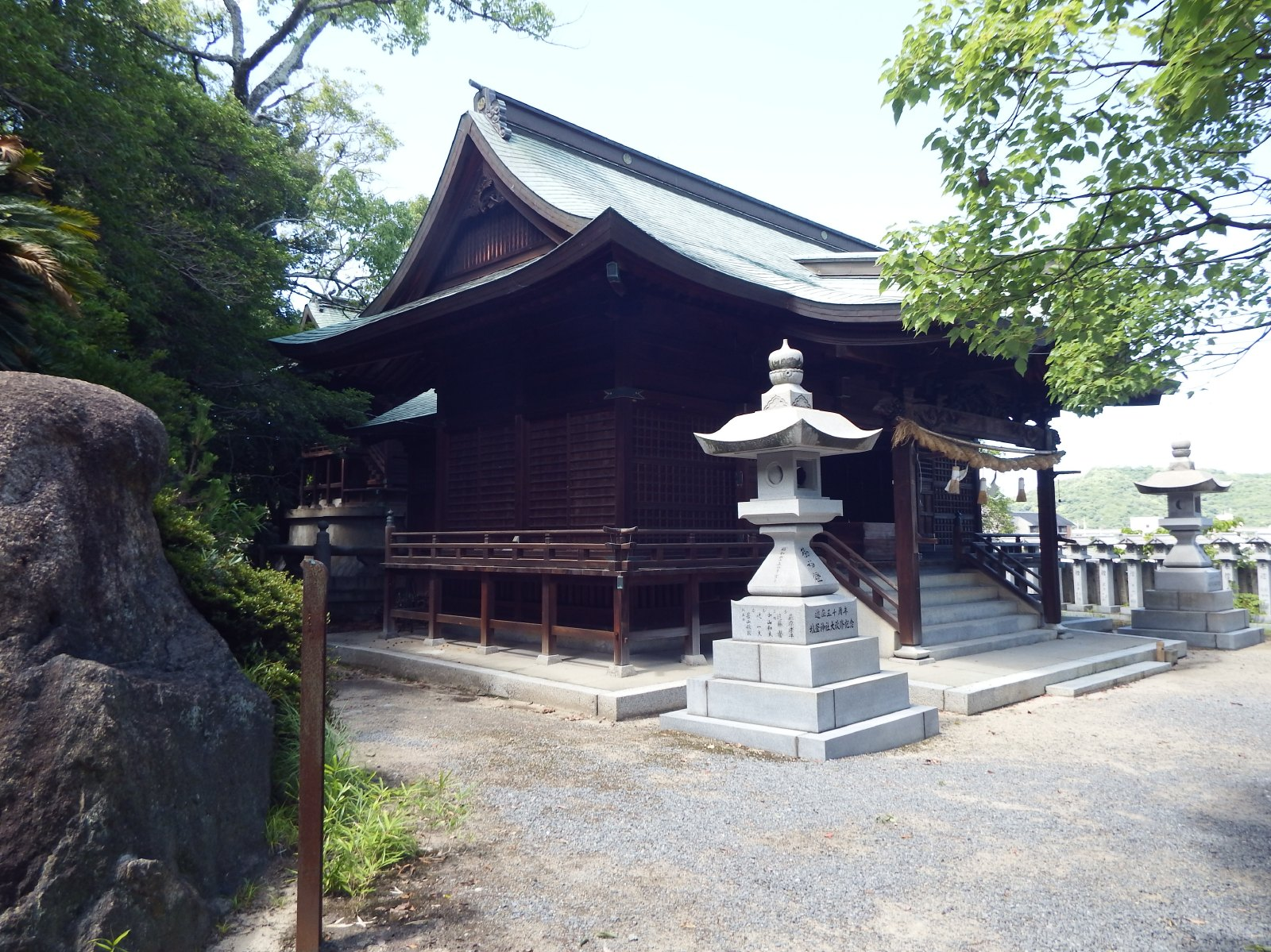
8 末社塩竃神社拝殿及び幣殿
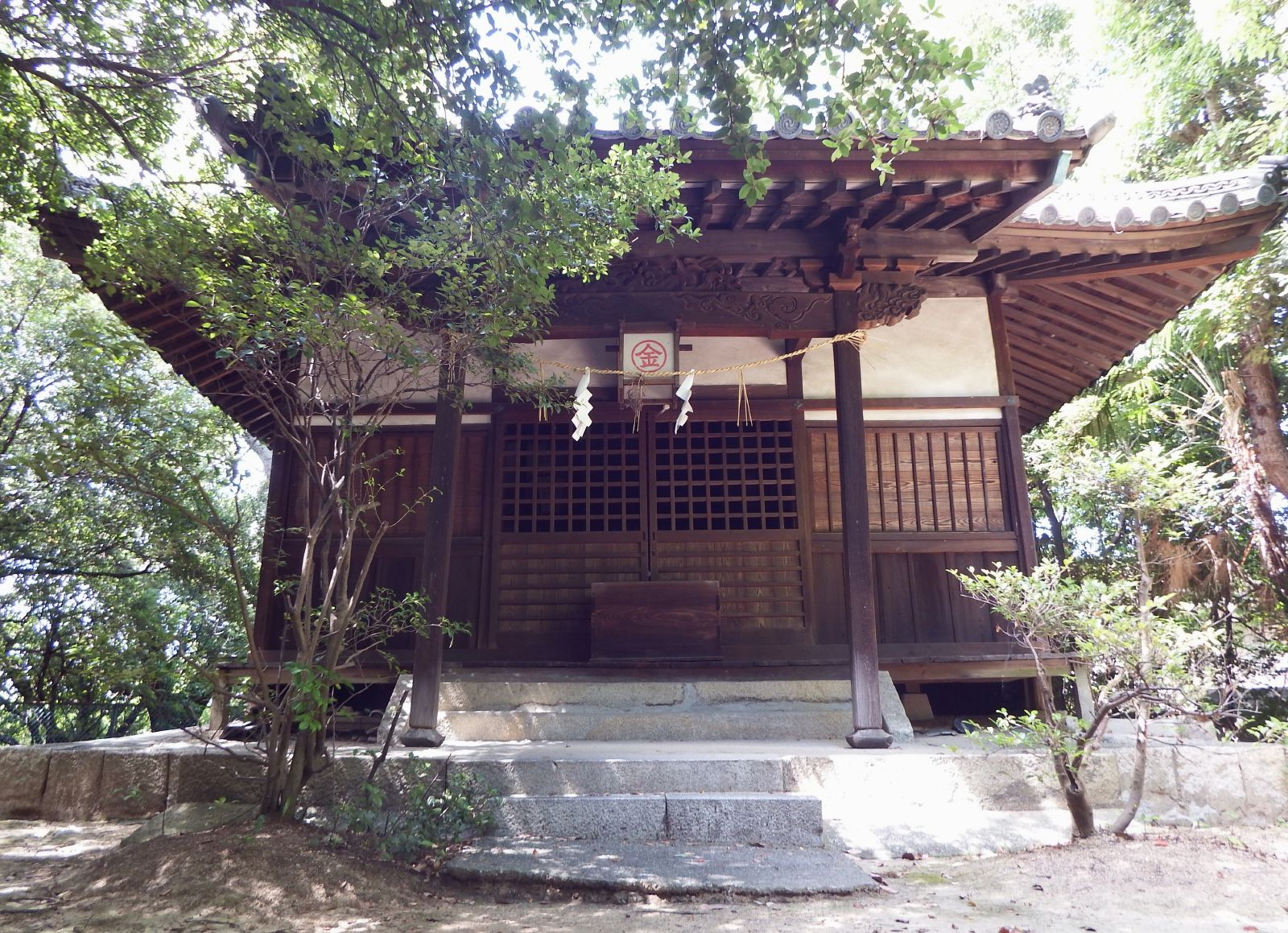
9 末社金比羅宮拝殿及び幣殿
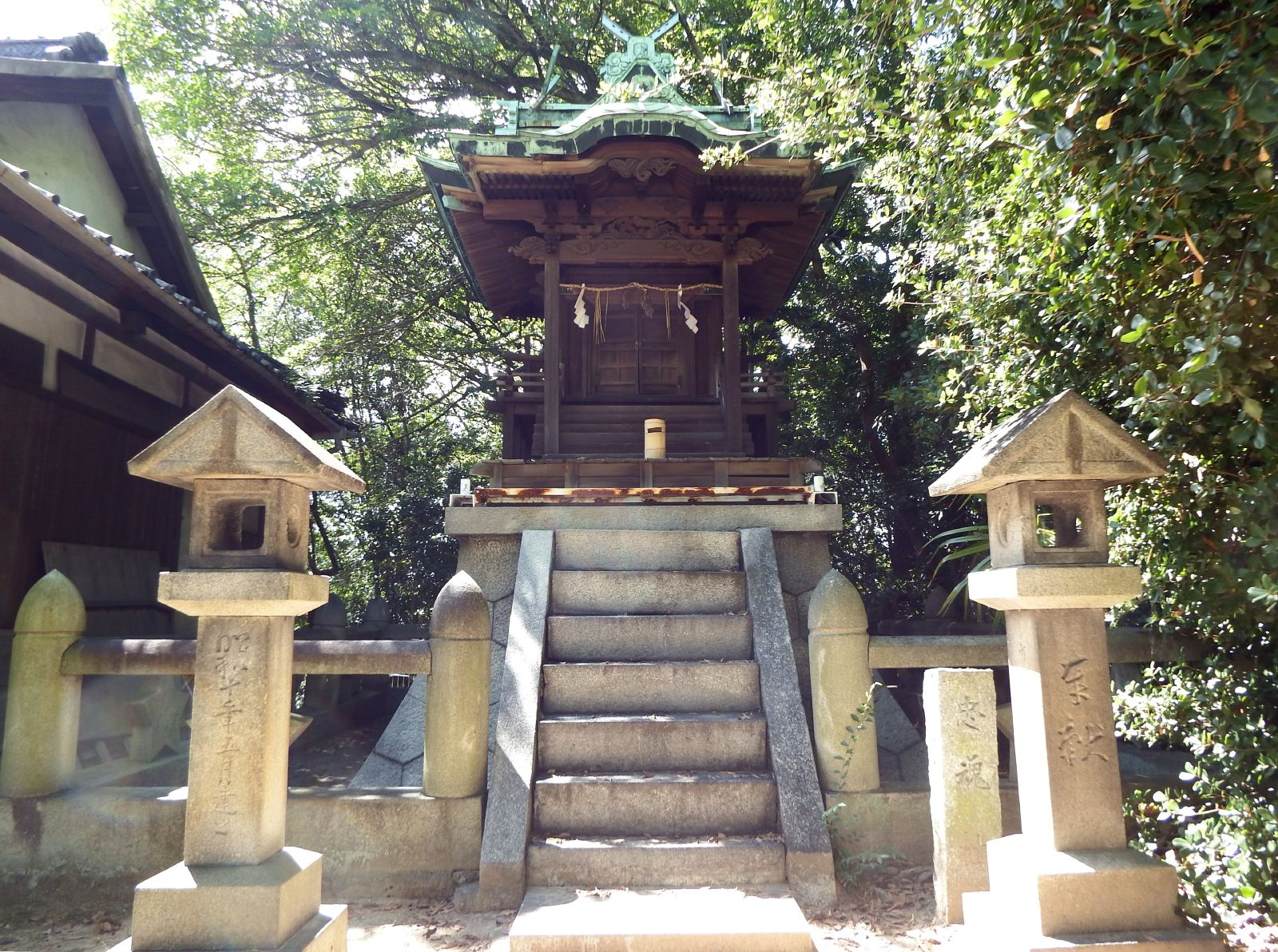
10 末社忠魂社本殿

## アクセス

### 町内の位置
丸亀市との境、青ノ山の北麓（ほくろく）

### 交通情報
最寄りのJR宇多津駅から県道33号線を北東に約650ｍ行き、宇多津東口バス停のある交差点を右折し約360ｍ行くと参道入り口（宇多津駅から徒歩10分）。